# Liga MX 2023/24
Die Saison 2023/24 der mexikanischen Fußballliga MX begann am Freitag, 30. Juni 2023 mit den zeitgleich ausgetragenen Begegnungen zwischen dem Club América und dem FC Juárez sowie dem Mazatlán FC und dem CF Pachuca. Das erste Tor der Saison fiel in Mexikos größtem Stadion durch den argentinischen Stürmer Leonardo Suárez, der den Gastgeber América mit einem direkt verwandelten Freistoß nach einer Viertelstunde in Führung gebracht hatte. Trotz weitgehender Feldüberlegenheit und einer Vielzahl von guten Tormöglichkeiten versäumte es der mexikanische Rekordmeister, die Begegnung zu seinen Gunsten zu entscheiden. In der 86. Minute gelang dem spanischen Stürmer Aitor García mit einem fulminanten Schuss der Ausgleich und in der fünften Minute der Nachspielzeit sorgte ein platzierter Fernschuss des mexikanischen Mittelfeldspielers Ángel Zapata für den überraschenden Siegtreffer der Gäste. Trotz dieser Auftaktniederlage belegte der Club América am Ende der Punktspielrunde der Apertura 2023 den ersten Platz und verlor in diesem Turnier kein weiteres Spiel. Das zeitgleich ausgetragene Spiel im Estadio de Mazatlán endete 1:1.

## Veränderungen und Modus
In Mexiko gibt es seit der Saison 2020/21 keine sportlichen Auf- und Absteiger mehr. Weil es auch keine Lizenzverkäufe gab, spielen seither stets dieselben Mannschaften in der höchsten Spielklasse.
Wie seit der Saison 1996/97 üblich, wird die Saison in eine Apertura und Clausura geteilt, so dass es 2 Meister pro Saison gibt.
Eine Änderung ergab sich hinsichtlich der Qualifikation für die Liguilla sowie die vorgeschaltete Repechaje. Während in den vergangenen 3 Spielzeiten lediglich die 4 bestplatzierten Mannschaften aus der Punktspielrunde für die im Play-off-Verfahren ausgetragene Endrunde qualifiziert waren und es für die Plätze 5 bis 12 zu einer vorgeschalteten Qualifikationsrunde kam, werden sich in dieser Saison die 6 bestplatzierten Mannschaften für die Endrunde qualifizieren, während die Plätze 7 bis 10 die beiden letzten freien Plätze untereinander ausspielen. Dabei spielt die siebtplatzierte Mannschaft gegen den Achtplatzierten und der Sieger qualifiziert sich direkt für die Endrunde. Der Verlierer spielt anschließend gegen den Sieger der anderen Begegnung um den achten und letzten Platz, der zur Endrundenteilnahme berechtigt.

## Endrunde der Apertura 2023

### Reclasificación
Während in der vergangenen Saison nur die Plätze 1 bis 4 der Abschlusstabelle aus einer Halbserie direkt für das Viertelfinale qualifiziert waren und die Plätze 5 bis 12 sich in je einer Begegnung für das Viertelfinale qualifizieren konnten, wurde der Modus in dieser Saison dahingehend umgestellt, als die Plätze 1 bis 6 unmittelbar für das Viertelfinale qualifiziert waren und die Plätze 7 bis 10 sich für die Reclasificación qualifizierten, die in einer ersten Runde zwischen dem 7. und 8. Platz (San Luis vs. León) ausgespielt wurde, dessen Sieger (San Luis) sich für das Viertelfinale qualifizierte, während der Verlierer dieser Partie (León) eine weitere Gelegenheit bekam und gegen den Sieger der Begegnung zwischen dem 9. und 10. Platz (Santos Laguna und Mazatlán) im Kampf um den letzten freien Platz im Viertelfinale antrat.

#### Erste Qualifikationsrunde
|                   | Ergebnis |             |
| ----------------- | -------- | ----------- |
| Atlético San Luis | 3:2      | Club León   |
| Santos Laguna     | 2:1      | Mazatlán FC |

#### Zweite Qualifikationsrunde
|           | Ergebnis |               |
| --------- | -------- | ------------- |
| Club León | 3:2      | Santos Laguna |

### Viertelfinale
|                    | Gesamt |              | Hinspiel | Rückspiel |
| ------------------ | ------ | ------------ | -------- | --------- |
| Club León          | 2:4    | Club América | 2:2      | 0:2       |
| Atlético San Luis  | 2:1    | CF Monterrey | 1:0      | 1:1       |
| Club Puebla        | 2:5    | UANL Tigres  | 2:2      | 0:3       |
| Chivas Guadalajara | 1:3    | UNAM Pumas   | 1:0      | 0:3       |

### Halbfinale
|                   | Gesamt |              | Hinspiel | Rückspiel |
| ----------------- | ------ | ------------ | -------- | --------- |
| Atlético San Luis | 2:5    | Club América | 0:5      | 2:0       |
| UNAM Pumas        | 1:2    | UANL Tigres  | 0:1      | 1:1       |

### Finale
Obwohl die reguläre Spielzeit des im Aztekenstadion ausgetragenen Rückspiels torlos endete, hatten beide Mannschaften einige erstklassige Tormöglichkeiten. So schoss zum Beispiel der für die Tigres spielende ehemalige französische Nationalspieler André-Pierre Gignac in der neunten Minute nur knapp am Tor vorbei und in der 34. Minute wurde sein Kopfball aus kürzester Distanz reaktionsschnell von Américas Keeper Luis Malagón abgewehrt. Auch ein in der 71. Minute von Rafael Carioca abgefeuerter Fernschuss an die Torlatte hätte die Führung für die Tigres bedeuten können. Auf die Verliererstraße gerieten die Gäste dann aber durch einige Undiszipliniertheiten. So ließ Raymundo Fulgencio sich nur fünf Minuten nach seiner Einwechslung durch Américas Julián Quiñones zu einer Tätlichkeit provozieren, schlug ihm ins Gesicht und wurde in der 80. Minute des Feldes verwiesen. In der ersten Minute der Verlängerung erzielte Quiñones den Führungstreffer für América und vier Minuten später wollte er bei einem Konter den weit vor seinem Tor platzierten Tigres-Schlussmann Nahuel Guzmán überlaufen, der sich nicht anders zu helfen wusste, als Quiñones zu Fall zu bringen und dafür ebenfalls des Feldes verwiesen wurde. Mit zwei Mann in Unterzahl und einem Rückstand von einem Tor waren die Tigres schließlich chancenlos und fielen auseinander, während der Rekordmeister Club América mit nunmehr 14 Titeln seinen Vorsprung auf seinen ärgsten Verfolger und Erzrivalen Chivas Guadalajara (12 Titel) vergrößerte.
|             | Gesamt |              | Hinspiel | Rückspiel |
| ----------- | ------ | ------------ | -------- | --------- |
| UANL Tigres | 1:4    | Club América | 1:1      | 0:3 n. V. |

## Endrunde der Clausura 2024

### Reclasificación
Wie bereits in der Apertura 2023 (siehe oben) waren die Plätze 1 bis 6 unmittelbar für das Viertelfinale qualifiziert und traten die Plätze 7 bis 10 in der Reclasificación an, um sich für die beiden letzten freien Plätze im Viertelfinale zu qualifizieren. Dabei war der Sieger der Erstrundenbegegnung zwischen dem 7. und 8. Platz (UNAM Pumas) direkt qualifiziert, während der Verlierer (CF Pachuca) eine weitere Gelegenheit bekam und sich gegen den Sieger der Begegnung zwischen dem 9. und 10. Platz (Necaxa gegen Querétaro) durchsetzen konnte.

#### Erste Qualifikationsrunde
|             | Ergebnis        |              |
| ----------- | --------------- | ------------ |
| CF Pachuca  | 0:0 (3:5 i. E.) | UNAM Pumas   |
| Club Necaxa | 1:1 (3:2 i. E.) | Querétaro FC |

#### Zweite Qualifikationsrunde
|            | Ergebnis |             |
| ---------- | -------- | ----------- |
| CF Pachuca | 2:1      | Club Necaxa |

### Viertelfinale
Der Titelverteidiger Club América, der auch die Punktspielrunde der Clausura 2024 als Tabellenführer beendet hatte, stand kurz vor dem Aus. Nach einem 1:1 in Pachuca lagen die Americanistas durch einen Fehlpass ihres Verteidigers Igor Lichnovsky, den Pachucas Stürmer Oussama Idrissi freistehend vor dem Tor zur Gästeführung abschloss, seit der 31. Minute in Rückstand. Erst in der vierten Minute der Nachspielzeit gelang dem Hauptstadtverein vor eigenem Publikum noch der Ausgleich. Nach einer hohen Flanke in den Strafraum der Tuzos köpfte der bei Pachuca ausgebildete und an América ausgeliehene Ilian Hernández den Ball auf das von Carlos Agustín Moreno gehütete Tor. Pachucas Schlussmann konnte den Ball zwar abwehren, doch gegen den Nachschuss von Julián Quiñones war auch er machtlos. Durch das Gesamtergebnis von 2:2 setzte América sich aufgrund der besseren Platzierung in der Punktspielrunde durch.
Nachdem Toluca das Hinspiel in Guadalajara 0:1 verloren hatte, setzten die Diablos Rojos ihren Gegner im Rückspiel vor eigenem Publikum weitgehend in dessen Hälfte fest. Dabei war es einer starken Abwehrleistung und mehrerer großartiger Paraden von Torhüter Raúl Rangel zu verdanken, dass die Mannschaft aus Guadalajara ihren Kasten sauber hielt. Eine besonders hitzige Auseinandersetzung lieferten sich kurz vor dem Seitenwechsel Tolucas Stürmer Alexis Vega, der zu Jahresbeginn aus Guadalajara gekommen war, und sein ehemaliger Mannschaftskamerad Ricardo Marín vom Gast aus Guadalajara. Nachdem Vega in einem Zweikampf Marín gefoult hatte, beleidigte er seinen Gegenspieler auf üble Weise. Zwei der größten Chancen für Toluca ergaben sich nach dem in der 58. Minute gegen ihren Verteidiger Brian García ausgesprochenen Platzverweis. In der 65. Minute traf ein strammer Fernschuss von Federico Pereira den Pfosten des von Rangel gehüteten Tores und in der 80. Minute traf Vega gegen seinen ehemaligen Verein, befand sich allerdings in einer Abseitsstellung. Die größte Chance für den Gast vergab Chicharito nach einem Konter in der 76. Minute, als er den Ball aus nur wenigen Metern freistehend über das Tor des Gastgebers schoss.
In den beiden anderen Auseinandersetzungen kam es zu zwei Stadtderbys, in denen sich die jeweils besser in der Punktrunde platzierte Mannschaft (Monterrey im Clásico Regiomontano und Cruz Azul im Clásico Chilango) durchsetzen konnte.
|                    | Gesamt |                  | Hinspiel | Rückspiel |
| ------------------ | ------ | ---------------- | -------- | --------- |
| CF Pachuca         | 2:2    | Club América     | 1:1      | 1:1       |
| Chivas Guadalajara | 1:0    | Deportivo Toluca | 1:0      | 0:0       |
| UNAM Pumas         | 2:4    | Cruz Azul        | 0:2      | 2:2       |
| UANL Tigres        | 2:3    | CF Monterrey     | 1:2      | 1:1       |

### Halbfinale
Im Halbfinale kam es unter anderem zum Súper Clásico del Fútbol Mexicano. Nach dem torlosen Hinspiel im Estadio Akron von Guadalajara hätte Chivas das Rückspiel im Aztekenstadion von Mexiko-Stadt gewinnen müssen, weil der Club América sich bei Torgleichheit aufgrund der besseren Platzierung in der Punktspielrunde durchgesetzt hätte. Nach einer knappen Viertelstunde verpasste der Gast die Führung, weil der Schuss von Roberto Alvarado, gegen den Américas Torhüter Luis Malagón machtlos gewesen wäre, an die Torlatte krachte. So bedeutete das nach einer Stunde auf der anderen Seite erzielte Tor durch Israel Reyes, das auch der Chivas-Verteidiger Alan Mozo trotz eines Fallrückziehers unmittelbar vor der Torlinie nicht verhindern konnte, die definitive Finalteilnahme für den Hauptstadtverein. Für Chivas war es in den Spielen der Liga und der Liguilla das erste Gegentor nach 599 Minuten.
In der zweiten Halbfinalbegegnung brauchte Monterrey nach der 0:1-Heimniederlage gegen Cruz Azul im Rückspiel einen Sieg mit zwei Toren Vorsprung, um sich noch für die Finalspiele qualifizieren zu können. Doch die Rayados gingen zu leichtfertig mit ihren Tormöglichkeiten um. In der Mitte der ersten Halbzeit verzog der argentinische Mittelfeldspieler Maxi Meza aus aussichtsreicher Position (23. Minute) und nur eine Minute später lief sein Landsmann Germán Berterame allein auf den kolumbianischen Torhüter Kevin Mier von Cruz Azul zu, konnte ihn aber ebenfalls nicht überwinden. Mier hatte zuvor bereits zwei Schüsse von Rodrigo Huescas entschärft und war unmittelbar nach der Pause bei zwei gefährlichen Kopfballaktionen des gerade eingewechselten uruguayischen Stürmers Rodrigo Aguirre auf dem Posten, die er beide über die Torlatte lenkte. Nachdem Ángel Sepúlveda auf Flanke von Huescas in der 61. Minute der Führungstreffer zum 1:0 für Cruz Azul gelungen war, sah alles nach einem ungefährdeten Finaleinzug der Gastgeber aus. Doch zwei Treffer von Berterame in der 67. und 73. Minute sorgten für eine dramatische Schlussphase. Dazwischen hatte Jesús Gallardo eine weitere Großchance für Monterrey leichtfertig vergeben, als er den Ball im Fünfmeterraum freistehend über das Tor schoss.
|                    | Gesamt |              | Hinspiel | Rückspiel |
| ------------------ | ------ | ------------ | -------- | --------- |
| Chivas Guadalajara | 0:1    | Club América | 0:0      | 0:1       |
| CF Monterrey       | 2:2    | Cruz Azul    | 0:1      | 2:1       |

### Finale
Zum insgesamt fünften Mal (nach 1971/72, 1988/89, der Clausura 2013 und der Apertura 2018) kam es im Finale um die mexikanische Fußballmeisterschaft zu einem Clásico Joven. Bisher konnte Cruz Azul (zuletzt Meister in der Rückrunde der Saison 2020/21) sich lediglich im ersten Vergleich 1972 durchsetzen und hatte ansonsten stets das Nachsehen gegen den aktuellen Titelverteidiger Club América.
Auch im fünften Vergleich setzte América sich aufgrund eines umstrittenen Foulelfmeters zum vierten Mal in Folge durch. Mit dem Gewinn beider Meistertitel in der Saison 2023/24 war der Club América die überhaupt erst dritte Mannschaft, der dieses Kunststück gelang, seit in der Saison 1996/97 die halbjährliche Vergabe des Meistertitels eingeführt wurde. In der Saison 2013/14 gelang dies dem Club León und in der Saison 2021/22 dem Atlas FC.
|           | Gesamt |              | Hinspiel | Rückspiel |
| --------- | ------ | ------------ | -------- | --------- |
| Cruz Azul | 1:2    | Club América | 1:1      | 0:1       |

## Tabellen

### Abschlusstabelle der Apertura 2023
| Pl. | Verein             | Sp. | S  | U | N  | Tore    | Diff. | Punkte |
| --- | ------------------ | --- | -- | - | -- | ------- | ----- | ------ |
| 1.  | Club América       | 17  | 12 | 4 | 1  | 037:140 | +23   | 40     |
| 2.  | CF Monterrey       | 17  | 10 | 3 | 4  | 027:150 | +12   | 33     |
| 3.  | UANL Tigres        | 17  | 8  | 6 | 3  | 032:180 | +14   | 30     |
| 4.  | UNAM Pumas         | 17  | 8  | 4 | 5  | 027:180 | +9    | 28     |
| 5.  | Chivas Guadalajara | 17  | 8  | 3 | 6  | 022:220 | ±0    | 27     |
| 6.  | Club Puebla        | 17  | 7  | 4 | 6  | 024:250 | −1    | 25     |
| 7.  | Atlético San Luis  | 17  | 7  | 2 | 8  | 031:260 | +5    | 23     |
| 8.  | Club León          | 17  | 6  | 5 | 6  | 023:220 | +1    | 23     |
| 9.  | Santos Laguna      | 17  | 7  | 2 | 8  | 031:340 | −3    | 23     |
| 10. | Mazatlán FC        | 17  | 6  | 4 | 7  | 025:270 | −2    | 22     |
| 11. | CF Pachuca         | 17  | 5  | 7 | 5  | 016:270 | −11   | 22     |
| 12. | Deportivo Toluca   | 17  | 5  | 6 | 6  | 023:190 | +4    | 21     |
| 13. | Club Tijuana       | 17  | 6  | 2 | 9  | 023:260 | −3    | 20     |
| 14. | Querétaro FC       | 17  | 5  | 4 | 8  | 018:290 | −11   | 19     |
| 15. | FC Juárez          | 17  | 5  | 3 | 9  | 024:340 | −10   | 18     |
| 16. | Cruz Azul          | 17  | 5  | 2 | 10 | 021:290 | −8    | 17     |
| 17. | Atlas Guadalajara  | 17  | 4  | 5 | 8  | 014:240 | −10   | 17     |
| 18. | Club Necaxa        | 17  | 3  | 6 | 8  | 018:270 | −9    | 15     |

### Abschlusstabelle der Clausura 2024
| Pl. | Verein             | Sp. | S  | U | N  | Tore    | Diff. | Punkte |
| --- | ------------------ | --- | -- | - | -- | ------- | ----- | ------ |
| 1.  | Club América       | 17  | 10 | 5 | 2  | 030:120 | +18   | 35     |
| 2.  | Cruz Azul          | 17  | 10 | 3 | 4  | 023:140 | +9    | 33     |
| 3.  | Deportivo Toluca   | 17  | 9  | 5 | 3  | 038:230 | +15   | 32     |
| 4.  | CF Monterrey       | 17  | 9  | 5 | 3  | 032:190 | +13   | 32     |
| 5.  | UANL Tigres        | 17  | 9  | 4 | 4  | 034:230 | +11   | 31     |
| 6.  | Chivas Guadalajara | 17  | 9  | 4 | 4  | 024:170 | +7    | 31     |
| 7.  | CF Pachuca         | 17  | 9  | 2 | 6  | 034:270 | +7    | 29     |
| 8.  | UNAM Pumas         | 17  | 7  | 6 | 4  | 027:220 | +5    | 27     |
| 9.  | Club Necaxa        | 17  | 7  | 6 | 4  | 030:290 | +1    | 27     |
| 10. | Querétaro FC       | 17  | 6  | 6 | 5  | 022:210 | +1    | 24     |
| 11. | Club León          | 17  | 7  | 3 | 7  | 023:250 | −2    | 24     |
| 12. | FC Juárez          | 17  | 4  | 4 | 9  | 019:260 | −7    | 16     |
| 13. | Atlético San Luis  | 17  | 5  | 1 | 11 | 025:350 | −10   | 16     |
| 14. | Mazatlán FC        | 17  | 4  | 4 | 9  | 021:320 | −11   | 16     |
| 15. | Santos Laguna      | 17  | 4  | 3 | 10 | 015:280 | −13   | 15     |
| 16. | Club Tijuana       | 17  | 2  | 8 | 7  | 021:300 | −9    | 14     |
| 17. | Atlas Guadalajara  | 17  | 3  | 5 | 9  | 021:310 | −10   | 14     |
| 18. | Club Puebla        | 17  | 1  | 2 | 14 | 018:430 | −25   | 05     |

### Kreuztabelle 2023/24
Die Kreuztabelle stellt die Ergebnisse aller Spiele dieser Saison dar. Der Name der Heimmannschaft ist in der linken Spalte, das Logo oder ein Kürzel der Gastmannschaft in der oberen Zeile aufgelistet.
| 2023/24       | AME | Atlas | Cruz Azul | Guadalajara | JUA | León | MAZ | Monterrey | Necaxa | Pachuca | PUE | Querétaro | ASL | Santos Laguna | TIJ | Toluca | UNL | UNAM |
| ------------- | --- | ----- | --------- | ----------- | --- | ---- | --- | --------- | ------ | ------- | --- | --------- | --- | ------------- | --- | ------ | --- | ---- |
| América       |     | 1:1   | 1:0       | 4:0         | 1:2 | 1:1  | 2:2 | 1:1       | 3:2    | 4:0     | 3:0 | 2:0       | 2:1 | 4:3           | 3:0 | 5:1    | 2:0 | 1:0  |
| Atlas         | 1:5 |       | 2:0       | 0:1         | 2:1 | 0:1  | 1:3 | 1:2       | 0:0    | 0:2     | 2:3 | 2:3       | 2:1 | 3:0           | 0:0 | 0:0    | 2:0 | 0:0  |
| Cruz Azul     | 2:3 | 2:2   |           | 3:0         | 2:0 | 1:0  | 2:1 | 2:1       | 1:2    | 0:1     | 1:2 | 1:3       | 3:0 | 2:2           | 1:0 | 0:2    | 1:0 | 1:4  |
| Guadalajara   | 0:0 | 4:1   | 1:0       |             | 2:1 | 1:2  | 1:3 | 1:2       | 2:0    | 0:0     | 3:2 | 2:0       | 3:1 | 1:1           | 1:0 | 3:2    | 0:4 | 3:1  |
| Juárez        | 0:2 | 1:2   | 0:0       | 1:1         |     | 1:1  | 3:1 | 0:3       | 2:2    | 0:1     | 4:3 | 0:3       | 3:2 | 2:1           | 0:1 | 1:1    | 1:1 | 4:1  |
| León          | 0:1 | 1:1   | 2:3       | 1:2         | 2:1 |      | 2:1 | 2:0       | 1:1    | 4:0     | 2:1 | 0:2       | 1:0 | 3:2           | 1:0 | 1:0    | 1:2 | 1:1  |
| Mazatlán      | 1:2 | 2:0   | 2:2       | 2:2         | 0:2 | 2:2  |     | 0:3       | 2:1    | 1:1     | 1:0 | 3:0       | 0:1 | 3:1           | 2:0 | 1:0    | 2:3 | 0:4  |
| Monterrey     | 0:3 | 1:0   | 1:2       | 0:2         | 3:1 | 3:1  | 2:1 |           | 3:0    | 3:2     | 2:0 | 1:1       | 3:1 | 3:0           | 3:1 | 0:0    | 3:3 | 3:0  |
| Necaxa        | 0:0 | 2:1   | 1:3       | 1:0         | 1:1 | 1:2  | 4:0 | 2:5       |        | 1:1     | 1:2 | 0:1       | 3:1 | 2:0           | 1:1 | 3:3    | 0:3 | 1:0  |
| Pachuca       | 2:1 | 4:3   | 1:0       | 0:1         | 3:2 | 3:2  | 1:1 | 0:2       | 1:1    |         | 1:1 | 1:2       | 0:2 | 3:2           | 3:2 | 2:3    | 1:1 | 1:1  |
| Puebla        | 1:2 | 2:2   | 0:1       | 0:2         | 1:0 | 5:4  | 3:2 | 1:1       | 1:2    | 1:4     |     | 0:2       | 1:2 | 2:3           | 0:1 | 1:1    | 2:3 | 0:2  |
| Querétaro     | 1:2 | 1:2   | 1:3       | 1:2         | 1:0 | 1:1  | 0:2 | 0:0       | 1:1    | 1:1     | 1:1 |           | 4:1 | 0:1           | 1:0 | 2:2    | 1:1 | 1:1  |
| San Luis      | 0:1 | 2:0   | 1:2       | 0:2         | 2:3 | 3:0  | 3:2 | 1:1       | 4:0    | 2:1     | 4:0 | 4:1       |     | 0:2           | 3:3 | 1:5    | 1:2 | 3:1  |
| Santos Laguna | 1:1 | 0:0   | 3:0       | 2:1         | 5:1 | 0:2  | 1:0 | 0:2       | 2:5    | 0:2     | 3:0 | 0:2       | 0:3 |               | 2:1 | 3:1    | 0:3 | 2:1  |
| Tijuana       | 0:2 | 2:0   | 2:1       | 1:1         | 5:1 | 1:1  | 1:1 | 1:1       | 3:1    | 2:3     | 2:3 | 1:1       | 2:1 | 2:2           |     | 2:1    | 2:0 | 2:3  |
| Toluca        | 1:1 | 4:1   | 0:1       | 1:1         | 2:4 | 4:1  | 4:1 | 1:0       | 0:0    | 5:0     | 0:1 | 3:1       | 3:1 | 1:0           | 2:0 |        | 2:1 | 3:0  |
| U.A.N.L.      | 0:0 | 1:1   | 2:1       | 1:0         | 1:0 | 1:0  | 5:1 | 3:0       | 5:2    | 0:3     | 1:1 | 5:0       | 2:2 | 3:2           | 4:1 | 2:2    |     | 2:2  |
| U.N.A.M.      | 2:1 | 3:0   | 0:0       | 1:0         | 1:0 | 1:0  | 0:0 | 0:1       | 2:2    | 3:1     | 3:0 | 4:0       | 3:2 | 3:0           | 3:3 | 1:1    | 2:1 |      |